# Battlestar Galactica: The Plan
Battlestar Galactica: The Plan is een Amerikaanse sciencefictionfilm, gebaseerd op de herwerkte Battlestar Galactica televisieserie. De productie ging van start op 8 september 2008. Op 27 oktober 2009 ging de film in première op de Amerikaanse zender Sci Fi Channel. De dvd van de film werd in België en Nederland uitgebracht in februari 2010.

## Verhaal
In tegenstelling tot de televisieserie, waar het verhaal voornamelijk verteld wordt uit het perspectief van de mensen, wordt in de film het verhaal verteld uit perspectief van de cylons. Het verhaal begint met de aanloop van de executie van de twee number one cylons, ook gekend onder de naam Cavil op de Battlestar Galactica dat eerder te zien was in de aflevering Lay Down Your Burdens, deel twee van het tweede seizoen van de televisieserie en de film eindigt met de executie van de twee Cavils.
Daarna start het verhaal veertien dagen voor de aanval op de twaalf kolonies waarmee ook de miniserie begon. Het verhaal draait voornamelijk over Cavil, die de vernietiging van de mensheid inleidt ingegeven door zijn haat tegenover de mensheid alsook de haat die hij koestert tegenover de final five, de eerste vijf humanoïde cylons die hem en de andere zes cylons die de aanval uitvoeren, gecreëerd hebben.
Nadat de twaalf kolonies werden verwoest gaat Cavil op jacht naar de overgebleven overlevenden die zich schuilhouden in de vloot met vlaggenschip de Galactica. Een kopie van hem is aan boord van de Galactica, net als enkele andere cylons. Cavil neemt de leiding om de overblijvende mensen uit te roeien en geeft daarvoor opdrachten aan andere cylons, maar alles loopt niet zoals hij gehoopt had.
Brother Cavil, zoals hij zich voordoet op de Galactica, geeft een aantal opdrachten aan andere cylons die zich schuilhouden op de vloot. Boomer, die in de televisieserie in den beginne niet weet dat ze een cylon is wordt benaderd door Cavil die haar een amulet toesteekt waardoor ze haar ware identiteit begrijpt en hij geeft haar op deze momenten opdrachten waarna hij het amulet weer wegneemt waarna ze zich niets herinnert. Eerst saboteert ze de watervoorziening als bewuste cylon, maar nadat ze zich niets meer kan herinneren vindt ze nieuwe watervoorzieningen voor de vloot, tot frustratie van Cavil. Later krijgt ze de orders om William Adama te elimineren, maar hij overleefde de twee schoten in de borststreek, waarna een gefrustreerde Cavil vroeg aan Boomer of een schot in het hoofd niet beter was geweest. Hij geeft een Number Five de opdracht een zelfmoordaanslag te plegen op de Galactica en alhoewel de aanslag gebeurde, werden de objectieven niet gehaald en hij vroeg een Number Four, die inmiddels getrouwd was met een mens en aan boord leefde in een schip dat deel uitmaakte van de vloot, om het schip te vernietigen. De cylon pleegde uiteindelijk zelfmoord en liet het schip en zijn mensen ongemoeid.
Inmiddels was er een andere kopie van Cavil die zich ophield in de verzetsgroep van Samuel Anders. Deze versie begon twijfels te krijgen of de vernietiging van de mensheid een goede zaak was geweest. Hij reisde met Starbuck van de planeet Caprica naar het schip Battlestar Galactica om een wapenstilstand aan te bieden. Toen hij aankwam werd hij meteen, samen met Brother Cavil geïdentificeerd als een cylon en opgesloten in de cel. Cavil van Caprica en zijn counterpart die resideerde op het vlaggenschip werden geëxecuteerd en de ruimte in geschoten. Toen ze hand in hand door de ruimte vlogen was er de scheldtirade te horen die Cavil gedaan had naar Ellen Tigh zoals te horen was in de aflevering No Exit uit het vierde seizoen van de serie.

## Rolverdeling
| Acteur                 | Personage     |
| ---------------------- | ------------- |
| Edward James Olmos     | William Adama |
| Dean Stockwell         | Number One    |
| Michael Trucco         | Samuel Anders |
| Grace Park             | Number Eight  |
| Michael Hogan          | Saul Tigh     |
| Aaron Douglas          | Galen Tyrol   |
| Callum Keith Rennie    | Number Two    |
| Kate Vernon            | Ellen Tigh    |
| Rick Worthy            | Number Four   |
| Lymari Nadal           | Giana O'Neill |
| Matthew Bennett        | Number Five   |
| Rekha Sharma           | Tory Foster   |
| Tricia Helfer          | Number Six    |
| Alisen Down            | Jean Barolay  |
| Tiffany Lyndall-Knight | Hybrid        |